# Венское психоаналитическое общество
Венское психоаналитическое общество (нем. Wiener Psychoanalytische Vereinigung, WPV) — старейшее психоаналитическое общество в мире, основанное в 1908 году создателем психоанализа Зигмундом Фрейдом. Возникло из небольшой группы людей, собиравшихся у Фрейда дома по средам.

## История

### Психологическое общество по средам

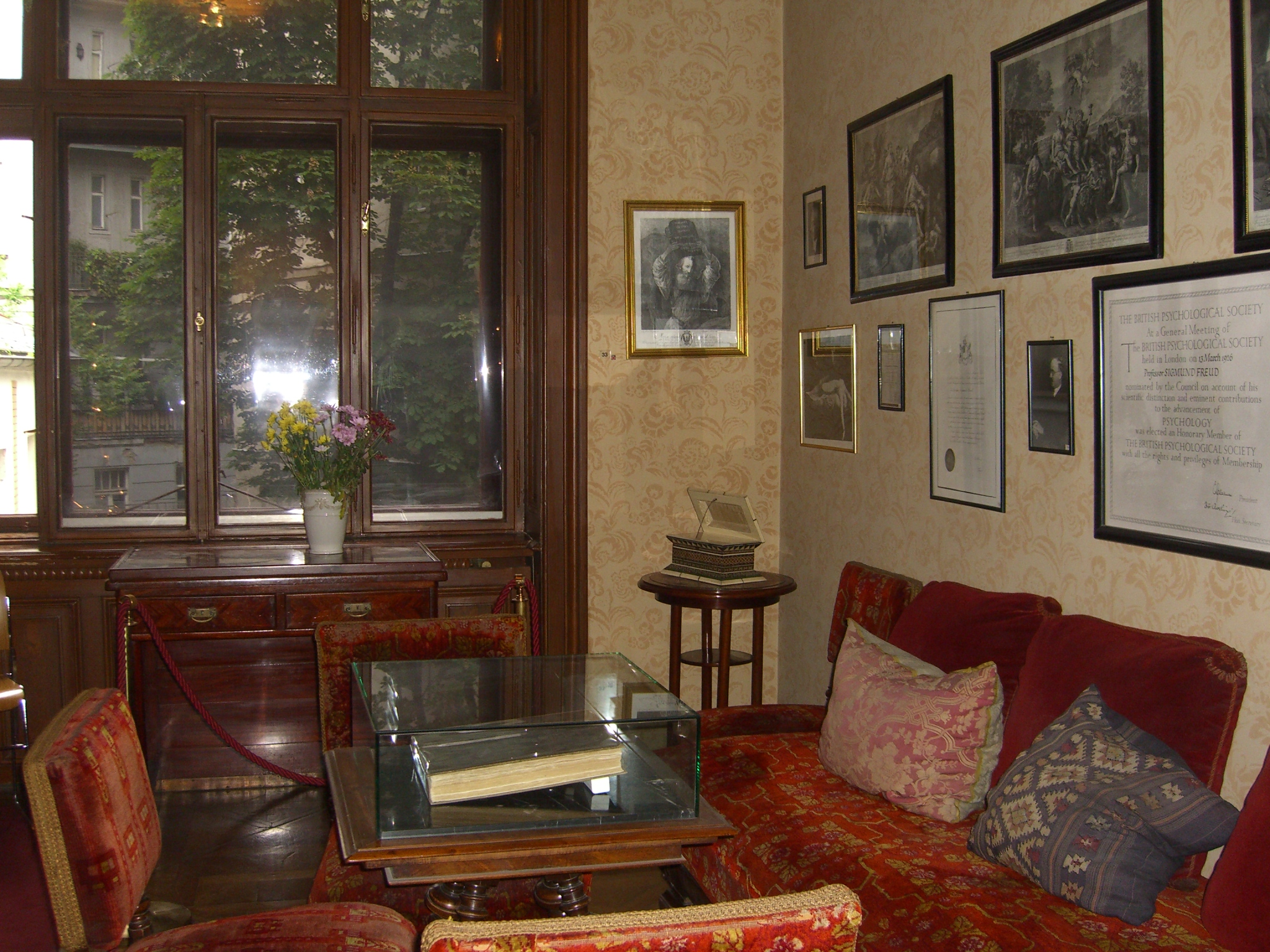
Комната в квартире Фрейда в Вене на Берггассе, 19, где заседало «Психологическое общество по средам». Ныне музей Фрейда

Предшественником Венского психоаналитического общества было «Психологическое общество по средам», которое начало свое существование в венской квартире Фрейда в доме 19 на улице Берггассе в 1902 году. В ноябре 1902 года Зигмунд Фрейд написал Альфреду Адлеру в письме: «Маленький круг моих коллег и сторонников доставляет мне большое удовольствие своим прибытием в мой дом вечером (в 20:30 после ужина) для обсуждения некоторых интересных тем в психологии и невропатологии… Не будете ли Вы так любезны присоединиться к нам?».
Изначально группа включала Вильгельма Штекеля, Рудольфа Рейтлера и Макса Кахана, к которым вскоре присоединился и Адлер. Штекель, венский врач, последователь З. Фрейда, обеспечил начальный стимул для встреч. Следуя его задумке, Фрейд удостоверился, что каждый участник встречи будет способствовать обсуждению, вытаскивая из урны бумажки с темами. Затем любой из присутствующих мог бы обратиться к выбранному предмету дискуссии и высказать свое мнение.
«С 1902 года вокруг меня собрались несколько молодых врачей с определённым намерением изучать психоанализ, применять его на практике и распространять. <…> У меня собирались в определённые вечера, вели в установленном порядке дискуссии, старались разобраться в казавшейся странной новой области исследования и разбудить интерес к ней. <…>
Маленький кружок скоро разросся, неоднократно меняя состав в течение нескольких лет. В общем, я могу признаться, что по богатству и многообразию дарований он едва ли уступал штабу любого клинического преподавателя».
Изначально возглавляемое Фрейдом «Психоаналитическое общество по средам» было призвано объединить под своим началом не только врачей и психологов, занимающихся клинической практикой, но и юристов, философов, писателей, музыковедов, художников, не знакомых с приёмами психоанализа и заостряющих внимание на мировоззренческой стороне психоаналитического учения. Новые участники приглашались только с согласия всей группы. К 1906 году группа включала уже 17 врачей, различных аналитиков и неспециалистов в области психологии. В том же году был нанят Отто Ранк для сбора материальных взносов и ведения письменного учёта все более усложнявшихся и продолжительных дискуссий. На заседаниях психоаналитического кружка обсуждались как сугубо медицинские темы, так и широкий круг проблем философского, эстетического и этического характера. Американский исследователь истории психоанализа Г. Элленбергер, считал, что возникновение психоаналитического движения напоминает собой древние школы пифагорейцев, стоиков и эпикурейцев. Особый интерес проявлялся к творчеству писателей и поэтов, мифологическим сюжетам и сказкам. Каждая встреча включала обсуждение газетной статьи или истории болезни с подробным рассмотрением проблемы и заключительным резюме Фрейда. Некоторые участники предоставляли подробные истории их собственного психологического и сексуального развития. Один из первых биографов Фрейда был вынужден заметить: «Медицинский элемент отошёл на задний план. Доминируют философы».
По мере того, как сообщество расширялось и пополнялось новыми членами, аналитическая откровенность иногда становилась оправданием для личных притязаний. В 1908 году Макс Граф, чей сын был одной из первых тем для обсуждения (знаменитый случай Фрейда «Маленький Ганс») писал, как сожалеет об исчезновении былого духа кружка. Продолжались дискуссии, из которых можно было почерпнуть важные мысли, но многие из них стали чересчур ожесточёнными и неприятными для некоторых участников. Многие хотели отменить традицию, согласно которой новые идеи приписывались сообществу в целом, а не первоначально предложившему их. Фрейд предложил, чтобы у каждого члена кружка был выбор — рассматривать его комментарии как его личную интеллектуальную собственность или сделать их достоянием общественности.

### Венское психоаналитическое общество
15 апреля 1908 года, пытаясь разрешить некоторые споры, Фрейд официально распустил «Психологическое общество по средам» и сформировал новую группу под названием «Венское психоаналитическое общество» (нем. Wiener Psychoanalytische Vereinigung). Решение об основании общества было подтверждено государственным «допущением» от 29 сентября 1910 года, 12 октября 1910 года прошло учредительное собрание.
Первым президентом общества стал Альфред Адлер, который ушел в отставку в 1911. По его предложению новые члены общества стали избираться путем тайного голосования, а не по приглашению Фрейда. Структура группы стала более демократичной, однако дискуссии потеряли часть своего первоначального разнородного характера. Основным предметом внимания стали психосексуальные теории Фрейда.
После окончания Первой мировой войны членство стало более однородным, и доля участников объединения, идентифицирующих себя как евреи, увеличилась. Большинство членов были евреями, и некоторая часть (как и сам Фрейд) были детьми еврейских иммигрантов из других Габсбургских государств.
К концу 1937 года в этом объединении числился на правах постоянных членов 51 человек: Анна Фрейд, Зигмунд Фрейд, Август Айххорн, Анни Ангель-Катан, Дороти Барлингем, Эдмунд Берглер, Зигфрид Бернфельд, Отто Фенихель и др.
В 1938 году Венское психоаналитическое общество было распущено на следующий день после вторжения нацистов в Австрию. Все члены, кроме двух, смогли бежать за границу и позже приобрели большое влияние в области психиатрии, психологии, социальной работы и психосоматической медицины, особенно в Великобритании и США. На момент роспуска Венское психоаналитическое общество насчитывало 68 членов.

### Воссоздание общества
21 февраля 1946 года Анна Фрейд писала Августу Айххорну: «Разрушение национал-социалистами старого института, закрытие амбулатории, уничтожение книг и прекращение деятельности Психоаналитического издательства, казалось, означали в 1938 году конец психоанализа в Австрии. Это тем более удручало всех членов Международной психоаналитической ассоциации, что Вена была чем-то большим, нежели просто родиной психоанализа. Из Венского психоаналитического общества со дня его основания и вплоть до его уничтожения исходили мощные импульсы, благотворно влиявшие на психоаналитические исследования и психоаналитическую работу во всем мире».
10 апреля 1946 года Венское психоаналитическое общество под руководством Августа Айххорна смогло возобновить свою деятельность, сразу же присоединилось к Международной психоаналитической ассоциации и продолжило свою просветительскую деятельность. В конце 1960-х годов в результате студенческого движения интерес к психоанализу снова увеличился, и количество обучаемых снова начало расти. Международный психоаналитический конгресс в Вене в 1971 году укрепил эту тенденцию.
В настоящее время Венское психоаналалитическое общество — это психоаналитическая ассоциация с наибольшим числом членов в Австрии.

## Известные члены
- Зигмунд Фрейд
- Альфред Адлер
- Анна Фрейд
- Вильгельм Райх
- Отто Ранк
- Карл Абрахам
- Карл Юнг
- Шандор Ференци
- Август Айххорн
- Гвидо Хольцкнехт[англ.]
- Исидор Задгер
- Виктор Тауск[англ.]
- Ганс Закс
- Людвиг Бинсвангер
- Карл Альфред Мейер[англ.]
- Сабина Шпильрейн
- Маргарет Гулфердинг[англ.]
- Пауль Шильдер[англ.][7]
- Макс Эйтингон
- Мелани Кляйн
- Эрнст Крис
- Гермина Хуг-Хельмут
- Моисей Вульф
- Евгения Сокольницкая
- Зигфрид Бернфельд
- Татьяна Розенталь